# 標識

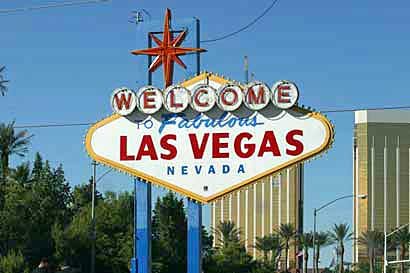
ラスベガス・ストリップの標識。ウェルカム・トゥ・ファビュラス・ラスベガス(:en:Welcome to Fabulous Las Vegas sign)

標識（ひょうしき，英: signage）とは，人々に情報を示すために作られた視覚的な記号。道や建物の中や外に設置して情報提供用に利用される。

## 標識の種類

### 材料による種類
- LEDサイン（light-emitting diodes technology）：LED照明を活用したサイン
- ネオンサイン：電気照明を使用したサイン

### 用度による種類
- 安全標識
- 道路標識：道路の標識
- 鉄道標識：鉄道の標識
- 航路標識：船舶の標識
- 標識 (言語学)：言語学
- 化学における標識（ラベル）：物質に同位体・蛍光分子等で目印をつけること。
- 日本の道路交通法に基づく道路標識以外の標識

## ギャラリー

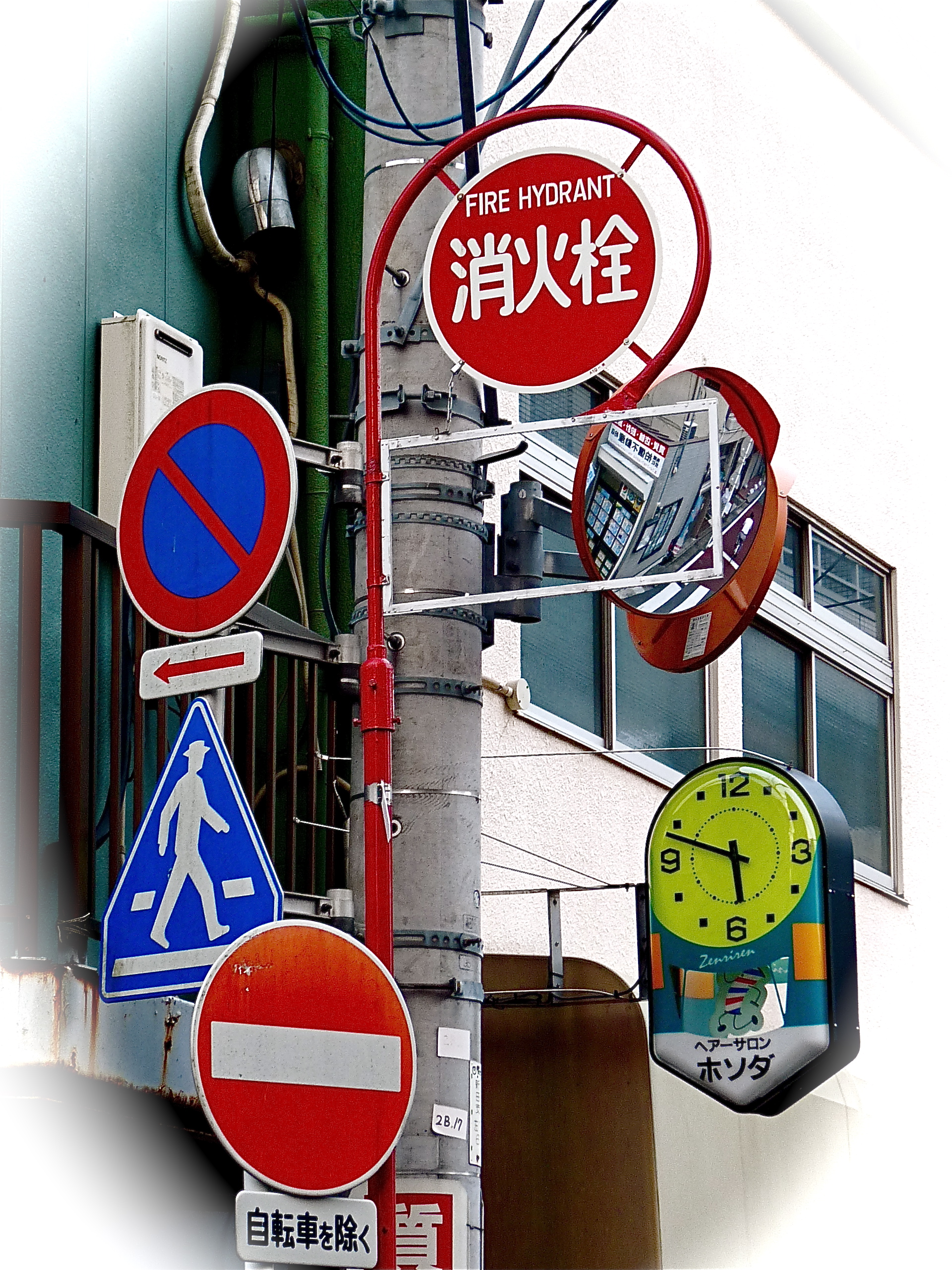
様々な標識が取り付けられた電柱とポール（日本）
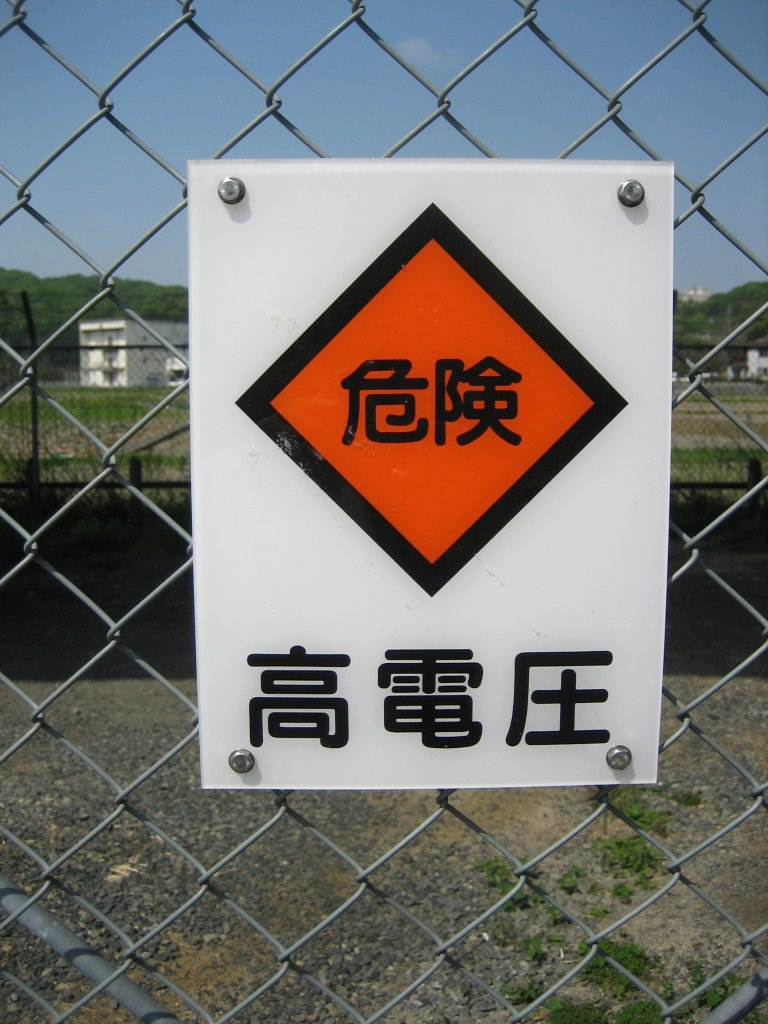
高電圧警告標識（日本語）
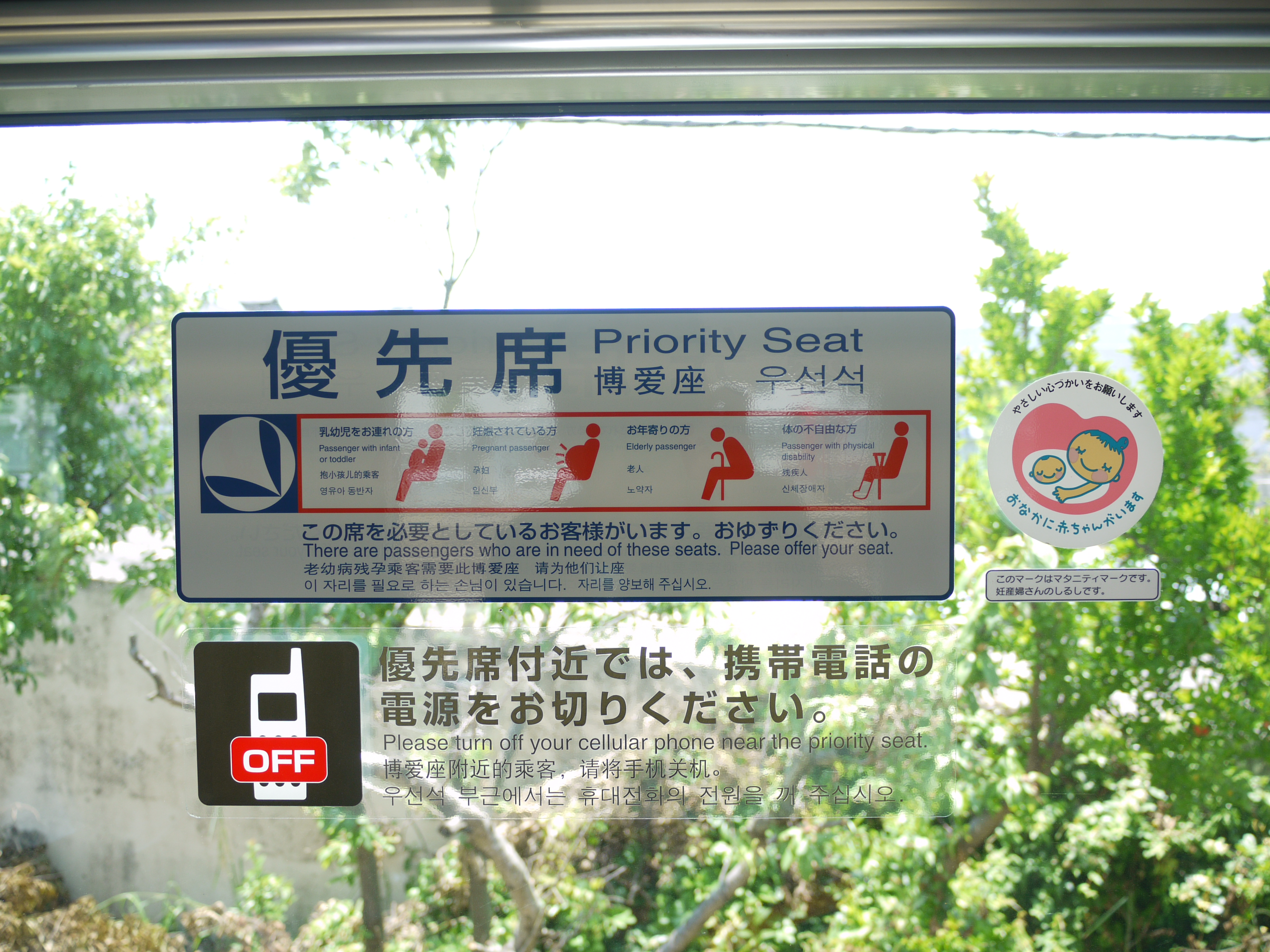
京急電鉄の駅の中の案内標識ラベル：優先席標識ラベル（日本語・英語・中国語・朝鮮語）
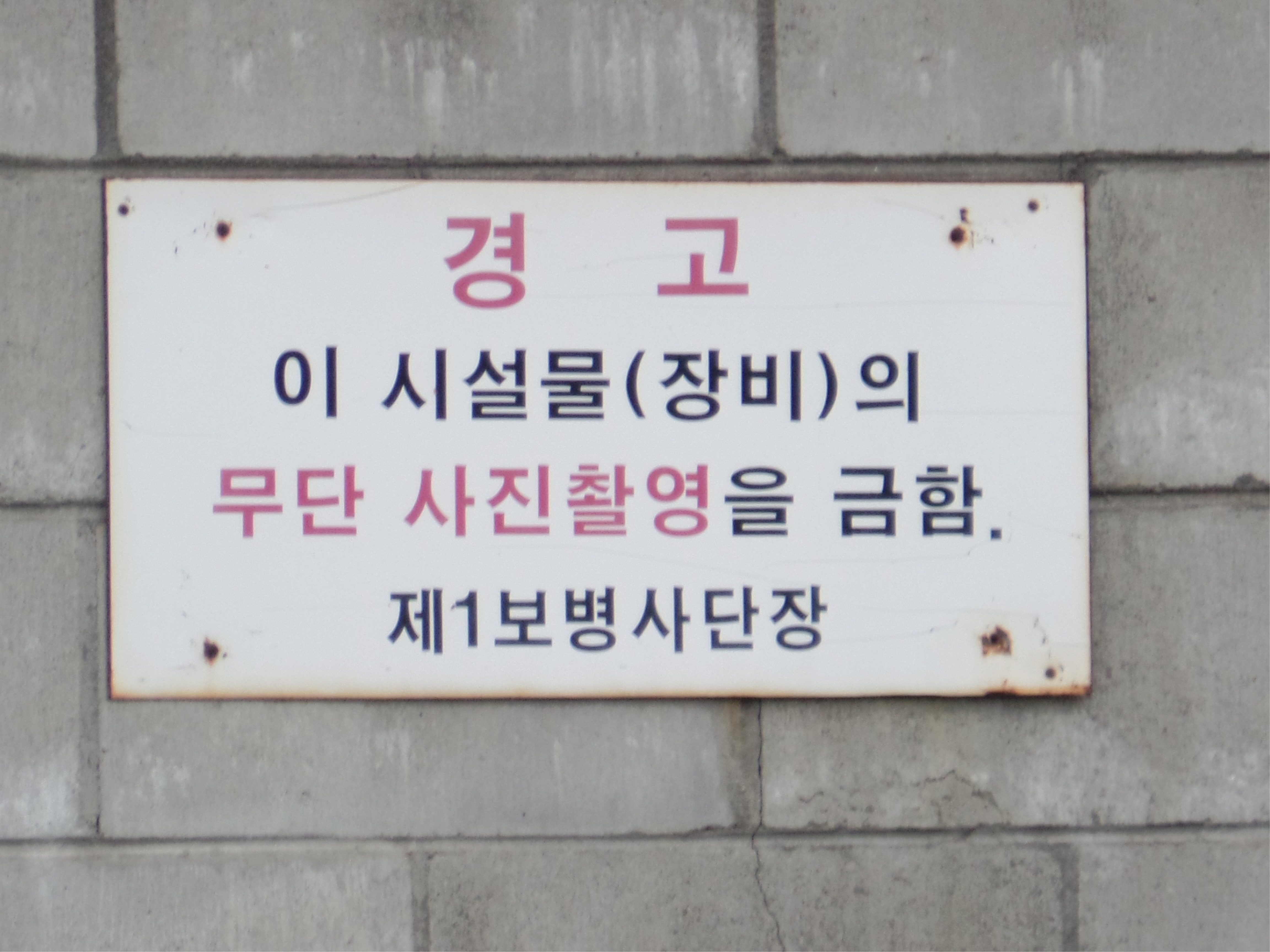
韓国陸軍部隊の警告標識：写真撮影禁止標識（朝鮮語）
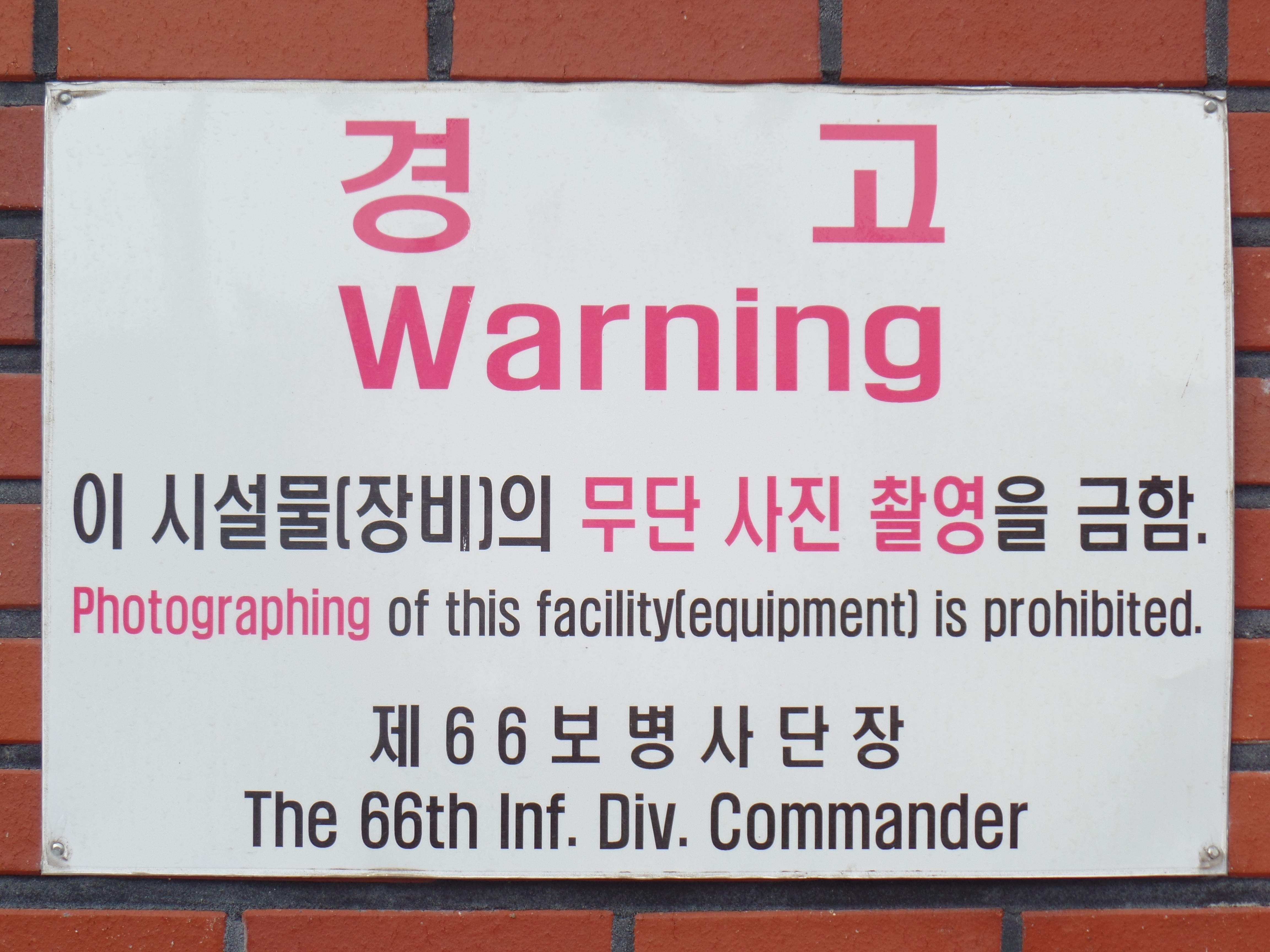
韓国陸軍部隊の警告標識：写真撮影禁止標識（朝鮮語・英語）
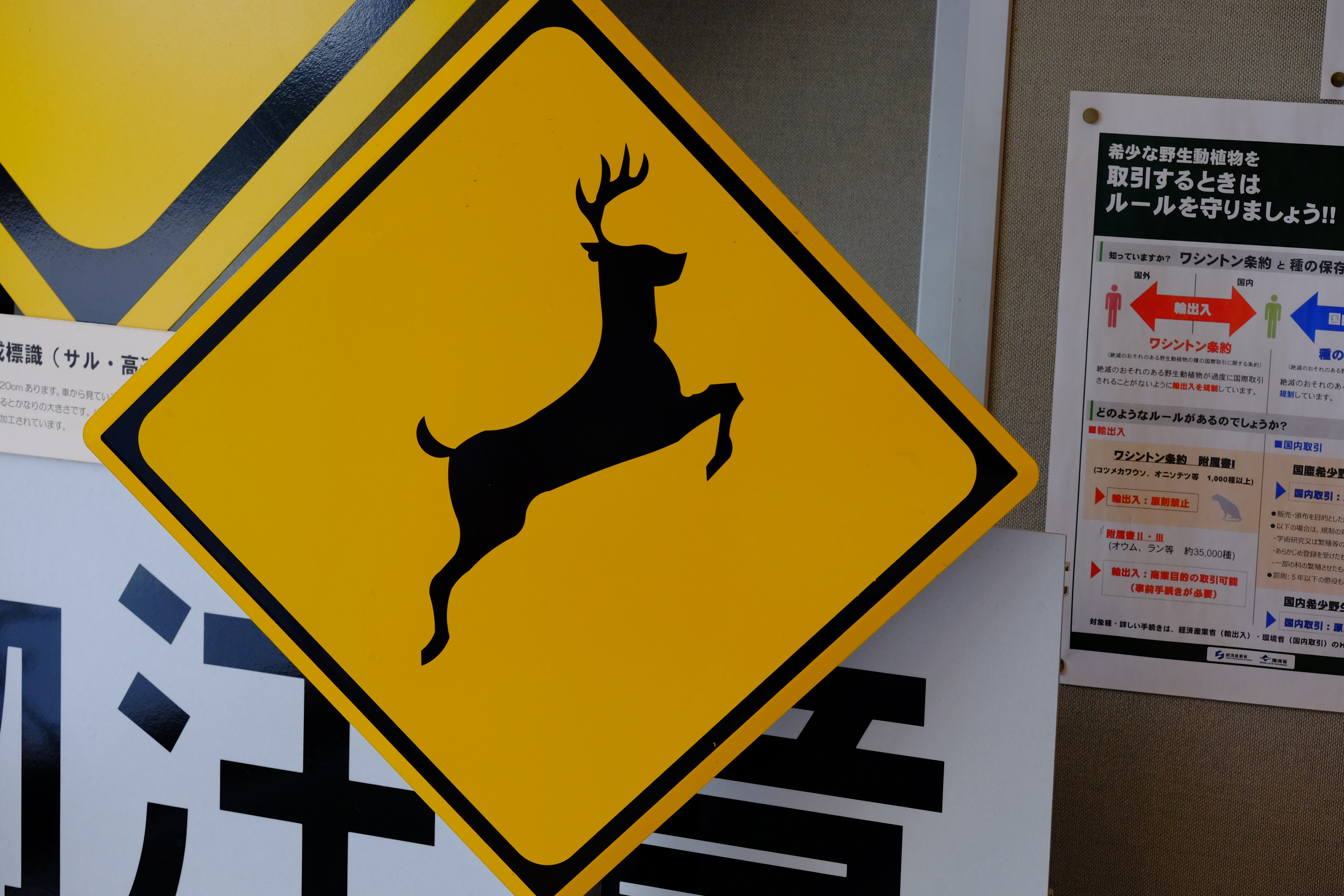
シカ注意の標識（日本）
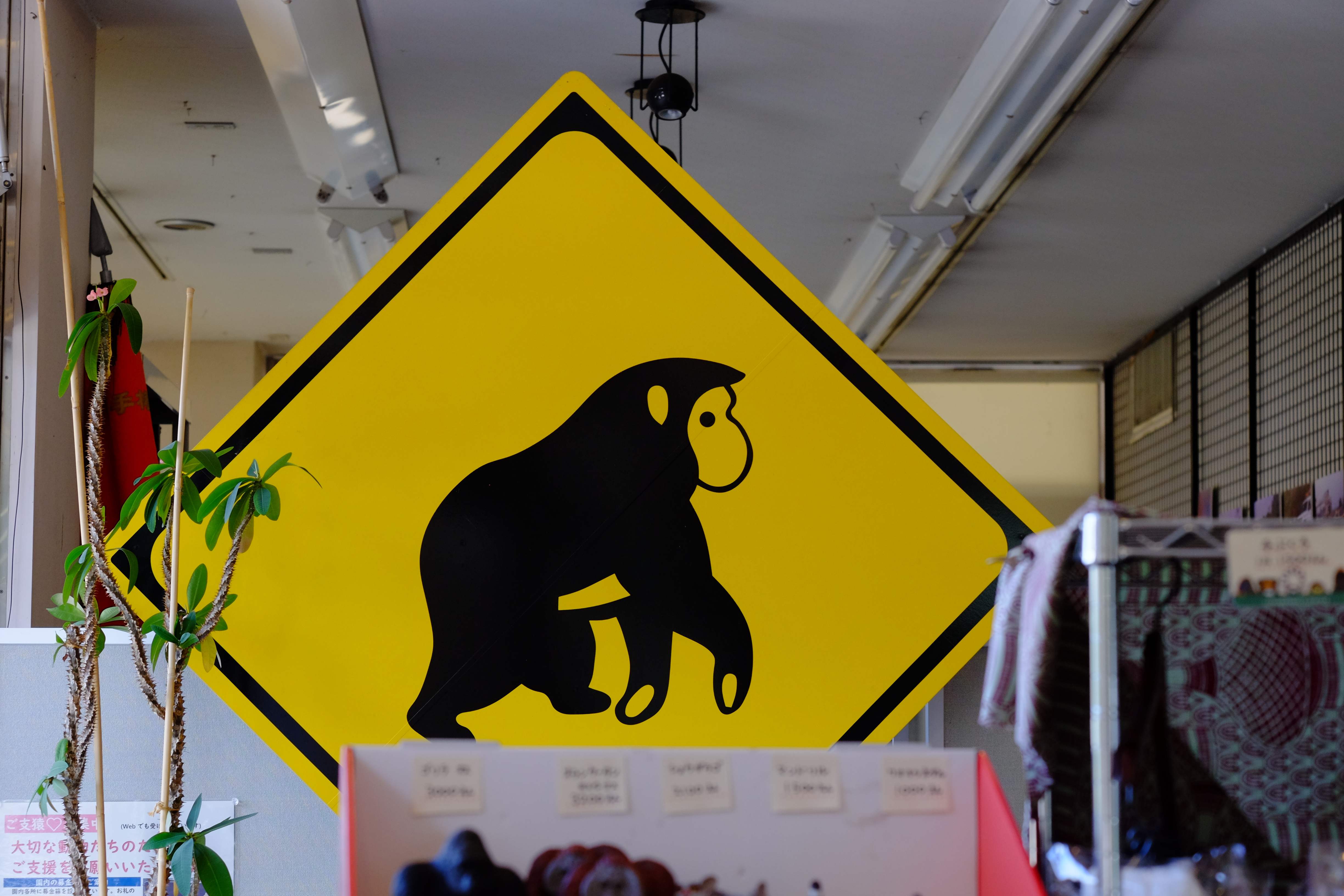
ゴリラ注意の標識（日本）